# 张元济故居
张元济故居是中国上海市的一处名人故居，位于徐汇区湖南路街道淮海中路1285弄上方花园24号，这是一幢三层新式里弄住宅。
自1939年至1959年，商务印书馆编译所所长、著名出版家张元济（1867-1959）在此居住长达20年之久。张元济原住极司菲尔路40号。中日战争爆发后，极司菲尔路一带军警、特工活动日益频繁，较为不安全。而且他收入微薄，常常入不敷出。因此，张元济决定出售极司菲尔路40号的旧居。当时沙发花园建成的部分已全部出售，其中的24号被浙江兴业银行天津分行的客户张姓买办买下，用于出租。张元济遂租下了这栋住宅，并于1939年3月8日举家迁往新居。此后张元济即在此居住，直至1957年因病重住进宏恩医院，共19年。1950年代他提议将沙发花园改名为上方花园，并亲笔题名。
1992年，张元济故居列为第六批上海市文物保护单位。